# Growing on Me
Growing on Me is een nummer van The Darkness, uitgebracht op 16 juni 2003 door het platenlabel Must Destroy. Het nummer behaalde de 11e positie in de UK Singles Chart.